# هوبرت ماگا
هوبرت ماگا (به انگلیسی: Hubert Maga؛ زاده ۱۰ اوت ۱۹۱۶ – درگذشته ۸ مه ۲۰۰۰) یک سیاستمدار، دیپلمات و اولین رئیس‌جمهور اهل بنین بود.